# Distoleon formosanus
Distoleon formosanus is een insect uit de familie van de mierenleeuwen (Myrmeleontidae), die tot de orde netvleugeligen (Neuroptera) behoort. 
Distoleon formosanus is voor het eerst wetenschappelijk beschreven door Okamoto in 1910.